# Aristotelia colensoi
Aristotelia colensoi är en tvåhjärtbladig växtart som beskrevs av Joseph Dalton Hooker. Aristotelia colensoi ingår i släktet Aristotelia och familjen Elaeocarpaceae. Inga underarter finns listade i Catalogue of Life.